# Želvaste stenice
Želvaste stenice (znanstveno ime Scutelleridae) so družina rastlinojedih stenic, v katero uvrščamo približno 450 znanih vrst, razširjenih predvsem po tropskih in subtropskih predelih sveta.
So majhne do srednje velike stenice, ki največkrat zrastejo 5 do 20 mm v dolžino. Njihova glavna značilnost je ovalno, obokano telo z močno povečanim ščitkom (izrastkom oprsja), ki s hrbtne strani praktično v celoti pokriva zadek in krila. Zaradi tega jih ljudje včasih zamenjujejo za hrošče, vendar obustni aparat, preoblikovan v sesalo, zanesljivo razkriva, da gre za stenice. Večinoma so rjavih odtenkov s temnejšimi pikami ali lisami, nekatere vrste pa so živo (včasih tudi iridescenčno) obarvane in so med najbolj pisanimi stenicami sploh.
Večina vrst je za človeka nepomembnih in so kljub vpadljivemu videzu slabo poznane. Izjema so vrste iz rodu Eurygaster, predvsem azijska žitna stenica (Eurygaster integriceps), ki je pomemben škodljivec v pridelavi pšenice in ječmena na Balkanu in v Jugozahodni Aziji.